# ツクヨミ (小惑星)
ツクヨミ (10412 Tsukuyomi) は小惑星帯の小惑星である。清水義定と浦田武が那智勝浦観測所で発見した。
日本神話における月を神格化した神、ツクヨミ（月讀、ツクヨミノミコト、ツキヨミとも）から命名された。